# 微笑みを見つけた
「微笑みを見つけた」（ほほえみをみつけた）は、1990年8月21日にリリースされた酒井法子の15枚目のシングルである。

## 解説
カップリングの「正しいパーティー」はアニメ『コボちゃんスペシャル 秋がいっぱい!!』のオープニング・テーマに起用された。
1996年のアルバム『有縁千里』には中国語で歌った「微笑」が収録されている。

## 売上
週間オリコンチャートにおいては9位を記録。登場週数は4週。

## 収録曲
- 全曲作詞：遠藤響子 / 作曲：鈴木キサブロー / 編曲：井上日徳

1. 微笑みを見つけた
2. 正しいパーティー

## 収録アルバム
- Sweet'n Bitter/NORIKO Part VII
- Singles 〜NORIKO BEST〜 II
- TWIN BEST
- 大好き 〜My Moments Best〜
- The Best Exhibition 酒井法子30thアニバーサリーベストアルバム
- GOLDEN☆BEST 酒井法子
- NORIKO BOX 30th Anniversary Mammoth Edition
- Premium Best